# Državna cesta D99
D99 je državna cesta u Hrvatskoj. Ukupna duljina iznosi 25,466 km.

## Naselja
- Križišće
- Veli Dol
- Drivenik
- Tribalj
- Grižane-Belgrad
- Bribir
- Novi Vinodolski